# Rapator ornitholestoides
Rapator ornitholestoides es la única especie conocida del género extinto  Rapator  de dinosaurio terópodo megarraptórido, que vivió a mediados del período Cretácico, hace aproximadamente 105  millones de años, en el Albiense, en lo que es hoy Australia.

## Descripción

Diagrama esquelético que muestra el hueso holotipo de la mano en su lugar.

El hueso tiene una longitud de siete centímetros.  Este elemento del manual muestra un proceso dorsomedial prominente, una característica compartida con Ornitholestes mucho más pequeño que ocasionaron el nombre específico. Sin embargo, el proceso con Ornitholestes es mucho menos distintivo. En su extremo superior hay un solo cotilo, del cual von Huene dedujo que debe haber sido un metacarpiano. Sin embargo, varios grupos de celurosaurios también carecen de un segundo cotilo en la primera falange. Si Rapator tuviera una estructura como Australovenator, habría alcanzado un tamaño considerable: se ha estimado una longitud corporal de 9 metros.

## Descubrimiento e investigación

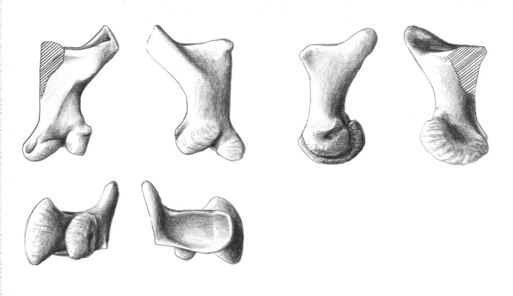
Ilustración de hueso manual holotipo.

Con solo un primer metacarpo encontrado, el holotipo, BMNH R3718, Huene en 1932 nombró este género proveniente de la Formación Creek de Nueva Gales del Sur, en Australia. Descubierto alrededor de 1905 cerca de Wollaston, en Lightning Ridge. El fósil ha sido opalizado. El significado del nombre genérico es problemático. Von Huene no dio ninguna etimología. "Rapator" no existe en latín clásico y ocurre muy raramente en latín medieval con el significado de "violador". Una posible explicación es que von Huene, habiendo sido influenciado por el latín raptare, "saquear", pensó erróneamente que tal palabra existía realmente con el significado de "saqueador". También se ha considerado un simple error ortográfico o confusión con raptor, "rapaz" o "ladrón". El nombre específico significa "parecido a Ornitholestes". Los restos de un megarraptórido, al que los medios de comunicación públicos denominan "Lightning Claw", descubierto en los campos de ópalo al suroeste de Lightning Ridge, Australia, bien pueden representar más material de Rapator.

## Clasificación
Con solo este hueso, Heune, lo coloca como un terópodo indeterminado con cierto parecido al mucho más pequeño Ornitholestes, luego fue clasificado como un Allosauroidae y en 1992 Molnar lo propuso como un abelisáurido. En el 2000 Headden hizo notar las similitudes entre el metatarsiano 1 y la falange primera del Alvarezsaurus. En reciente estudios se ha propuesto como un celurosauriano basal cercano al Nqwebasaurus. Pero desde el descubrimiento de Australovenator, que tiene un metacarpo similar, Rapator se reconoció como un probable Megaraptora. De hecho, Australovenator y Rapator difieren solo en algunos pequeños detalles del hueso y pueden ser sinónimos, aunque Agnolin y sus colegas en 2010 consideraron a Rapator como un género dudoso debido a su naturaleza fragmentaria. Sin embargo, White et al. encontraron diferencias entre el hueso de la mano de Rapator y el hueso equivalente de Australovenator, apoyando la distinción entre los dos. También señalaron que los dos géneros provienen de formaciones separadas cronológicamente por unos 10 millones de años, por lo que es poco probable que sean sinónimos. Rapator se ha sinonimizado con Walgettosuchus, un terópodo que se encuentra en la misma formación. Como este último solo se conoce a partir de una vértebra caudal, no se puede probar la identidad.